# Моль
Моль — одиниця кількості речовини в SI. Позначається моль.
Моль - це кількість речовини, яка містить стільки реальних або умовних частинок, скільки атомів містить 0,012 кг ізотопу 12С. Таким чином, це фізична величина, яка характеризує число структурних елементів у певній речовині як системі. Тому, якщо користуються поняттям «моль», необхідно вказувати, які саме реальні чи умовні частинки мають на увазі. Об’єкти мікросвіту називають елементарними об’єктами. Ними можуть бути атоми, молекули, формульні одиниці, іони, електрони, протони, хімічні еквіваленти та ін. Число молей цих об’єктів позначають через n (або ν)  і називають кількістю речовини (не ототожнювати з масою речовини).
Застаріла назва — грам-молекула. Моль є однією з семи основних одиниць SI.
| 1 моль — це кількість речовини, що містить 6.02214076×1023 (число Авогадро) структурних елементів. Структурними елементами можуть бути атоми, молекули, іони, електрони або інші частинки чи певні групи частинок. |

Це значення було підібрано таким чином, щоб маса отриманого числа частинок (молекул або атомів, що залежить від природи частинок речовини) у грамах була рівна середній масі частинки у а. о. м. Так, 1 моль води має масу 18.015 г, а маса молекули води H2O рівна 18.015 а. о. м.
Це визначення було прийнято в листопаді 2018 року (старе визначення виходило з кількості атомів у 12 грамах ізотопу вуглецю-12 (126C).
Позначення «моль» увів у 1893-му Вільгельм Оствальд, як похідне від слова «молекула». Як базову одиницю SI моль затвердила 1971 року 14-а Генеральна конференція мір і ваг. Попри те, що моль широко використовувався в хімії, були заперечення, зокрема, противники вказували на те, що моль — це всього лише кількість, яку можна виразити числом.

## Перетворення між числом атомів в молі
Ми можемо використовувати число Авогадро як коефіцієнт перетворення, або відношення, в задачах розмірного аналізу. Якщо нам задано кількість атомів елемента X, ми можемо перетворити його в молі за допомогою співвідношення:
1 моль (X)=6,02*10 ²³ X атомів/молекул/йонів або обчислити кількість молей за формулою:
n(X)=N/NA
де, n-кількість речовини
N-кількість атомів/йонів/молекул
NA-стала Авогадро
Приклад використання числа Авогадро як коефіцієнта перетворення наведено нижче для вуглецю.
Елемент вуглецю існує в двох первинних формах: графіт і алмаз. Скільки молей атомів 4,72*10²⁴ вуглецю містить речовина?
n(C)=N/NA =4,72*10²⁴/6,02*10²³ моль-¹=7,8 моль